# Denveri Egyetem
A Denveri Egyetem (University of Denver, DU ) egy magánegyetem Denverben, Colorado államban, az Amerikai Egyesült Államokban. A DU-nak átlagosan 9800 beiratkozott hallgatója van. A kampusz Denver belvárosától kb. 10 km-re délre fekszik.
Az egyetemet 1864-ben alapította John Evans korábbi területi kormányzó Colorado Szeminárium néven.
Az Egyesült Államok néhány egyetemének egyikeként kivétel nélkül minden jelentkezőt felkérnek, hogy vegyen részt felvételi meghallgatáson, mielőtt felvételt nyerne; országszerte több mint 25 városban.

## Képzési ajánlatok
A Denveri Egyetem képzési kínálatában többek között szerepel:
- Szakmai pszichológia
- Mérnöki és számítástechnikai képzés
- Nemzetközi tanulmányok
- Bölcsészet- és társadalomtudományok
- Pedagógia
- Jogtudomány (Sturm College of Law)
- Szociális munka
- Teológia
- Közgazdaságtan (Daniels College of Business)
- Egyetemi kollégium

## Sport
A DU sportcsapatai a Pioneers. Az egyetem a The Summit League tagja, ami által nem támogatott sportágakban számos csapat játszik más konferenciákon. A férfi jégkorongcsapat a National College Hockey Conference-ben, a férfi és női lacrosse csapat a Big East konferencián, a női tornacsapat pedig a Big 12 Conference-ben játszik.

## Ismert diplomásai

### Politika és katonaság
- Condoleezza Rice (* 1954) – amerikai külügyminiszter
- Jim Nicholson (* 1938) – „Amerikai Egyesült Államok veteránügyi minisztere”
- George W. Casey Jr. tábornok (született 1948) – a koalíciós erők parancsnoka az iraki háború és az azt követő időszak alatt
- Peter Domenici – amerikai szenátor (R-NM)
- Byron Dorgan (* 1942) – amerikai szenátor (D-ND)
- Mike Enzi (1944–2021) – amerikai szenátor (R-WY)
- Gale Norton (született 1954-ben) – az Egyesült Államok belügyminisztere
- Paul Laxalt (1922–2018) – az Egyesült Államok szenátora és Nevada kormányzója
- Mohammed Jawad Zarif (* 1960) – Irán ENSZ -nagykövete
- Ibrahim A. Assaf – Szaúd-Arábia pénzügyminisztere
- Maasuma Al-Mubarak – Kuvait első női kormánytagja
- Mary Cheney (* 1969) – író, Dick Cheney amerikai alelnök lánya

### Üzleti élet
- Bradbury Anderson – vezérigazgató, Best Buy, Inc.
- Peter Coors – a Coors Brewing Company vezérigazgatója
- Floyd Little (1942–2021) – futballista, üzletember (Ford)
- Ahmad ibn Sa'id Al Maktoum (* 1958-ban) – az Emirates Airlines elnöke és a Dubai Aviation Authority elnöke
- Peter Morton –- a Hard Rock Cafe-lánc alapítója
- Andrew C. Taylor – az Enterprise Rent-A-Car elnöke

### Zene
- Isaac Slade (* 1981) – a The Fray alapítója, énekese és zongoristája

### Sport
- Peter McNab (1952–2022), kanadai jégkorongozó
- Rich Preston (* 1952), kanadai jégkorongozó és edző
- Kevin Dineen (* 1963) kanadai jégkorongozó
- Phil Heath (* 1979), amerikai testépítő
- Paul Stastny (* 1985) amerikai-szlovák jégkorongozó
- Tyler Bozak (* 1986), kanadai jégkorongozó
- Joe Willis (* 1988), labdarúgó
- Beau Bennett (* 1991), jégkorongozó
- Scott Mayfield (* 1992), jégkorongozó
- Drew Shore (* 1991), jégkorongozó
- Nick Shore (* 1992), jégkorongozó
- Jason Zucker (* 1992), jégkorongozó
- Will Butcher (* 1995), jégkorongozó
- Danton Heinen (* 1995) kanadai jégkorongozó
- Trevor Moore (* 1995), jégkorongozó
- Dylan Gambrell (* 1996), jégkorongozó
- Troy Terry (* 1997), jégkorongozó

## Események
2012. október 3-án a DU-ban lezajlott a 2012-es amerikai elnökválasztás első televíziós  vitája Barack Obama és Mitt Romney között.

## Fordítás
- Ez a szócikk részben vagy egészben  az   University of Denver című német Wikipédia-szócikk ezen változatának fordításán alapul.  Az eredeti cikk szerkesztőit annak laptörténete sorolja fel. Ez a jelzés csupán a megfogalmazás eredetét és a szerzői jogokat jelzi, nem szolgál a cikkben szereplő információk forrásmegjelöléseként.